# Mad Dogs & Englishmen
Mad Dogs & Englishmen war eine Tournee des britischen Blues-/Rocksängers Joe Cocker, deren Aufnahmen als Livealbum und Konzertfilm veröffentlicht wurden.

## Album
Das Album erschien im September 1970 im Anschluss an die gleichnamige Tournee. Es wurde bei A&M Records (6002) veröffentlicht. Aufgenommen wurden die Songs in Bill Grahams legendärem Fillmore East am 27. und 28. März 1970 vom ebenso legendären Aufnahmetechniker Edwin Kramer. In Großbritannien erreichte die Platte Platz 16, in den USA sogar Platz 2 der Albumcharts. In der Originalfassung besteht das Album aus zwei Langspielplatten, die heute auf einer CD erhältlich sind. Im November 2005 erschien außerdem eine Deluxe-Edition auf Doppel-CD. Diese Edition enthält zusätzlich 12 unveröffentlichte Demos, Studio- und Konzertmitschnitte der Tour.

## Bedeutung und Hintergründe
Joe Cockers Manager Dee Anthony hatte bereits die komplette Tour gebucht, als Cocker sich wegen privater Probleme entschloss, sie abzusagen. Durch den plötzlichen Erfolg und unzählige vorherige Tourneen stand er unter erheblichem Stress. Cocker löste somit seine Grease Band auf. Da Anthony drohte, ihn wegen Vertragsbruchs zu verklagen, musste Cocker dennoch der Tour zustimmen. Daraufhin kontaktierte er den Musikproduzenten und Sessionmusiker Leon Russell, der innerhalb weniger Tage eine 21-köpfige Band mit mehreren Schlagzeugern, Gitarristen, Bläsern und Perkussionisten zusammenstellte. Die Mannschaft, die Russell um Joe Cocker scharte, bestand aus zehn Background-Sängerinnen und -Sängern sowie elf angesehenen Profimusikern, darunter Chris Stainton, Jim Price, Rita Coolidge und Mitglieder der Bands Delaney & Bonnie (Bobby Keys, Jim Keltner) und Derek and the Dominos. Mit dieser spontan zusammengestellten Big Band im Rücken, die als eine der besten Formationen gilt, die Cocker jemals hatte, lief der Sänger zu unerwarteter Höchstform auf.
Die Tour begann am 20. März 1970 in Detroit unter dem Namen „Joe Cocker, Mad Dogs & Englishmen“. Sie dauerte 56 Tage und führte die über 50-köpfige Mannschaft, die aus den Musikern, ihren Familien, Technikern, Roadies, Groupies und einer kompletten Filmcrew bestand, durch 48 Städte der USA. Die Tour endete am 16. Mai in San Bernardino, Kalifornien. Unterwegs glich die ausgelassene Gemeinschaft einer großen Hippiekommune; für Cocker bedeutete sie trotz großartiger Leistungen einen weiteren psychischen und körperlichen Abstieg, den er mit erheblichem Drogenmissbrauch förderte. Finanziell galt die Tour ebenfalls als Desaster.
Die lebendige und zugleich chaotische Atmosphäre der Konzerte sind sowohl im Film als auch auf dem Album verewigt und gingen wegen ihrer Unverfälschtheit in die Geschichte der Rockmusik ein. Die Trackliste besteht überwiegend aus Coverversionen berühmter Hits dieser Zeit, die mit viel Leidenschaft und Soulfeeling dargeboten werden.
Die Idee für den Albumtitel hatte der Produzent Denny Cordell. Es ist ein Zitat aus einem satirischen Lied von Noël Coward auf die britische Kolonialzeit („The Japanese don't care to, the Chinese wouldn't dare to, but mad dogs and Englishmen go out in the midday sun“).

## Trackliste (Originalfassung)
1. Introduction – 0:44
2. Honky Tonk Women (Mick Jagger/Keith Richards) – 3:47
3. Introduction – 0:17
4. Sticks and Stones (Titus Turner/Henry Glover) – 2:37
5. Cry Me a River (Arthur Hamilton) – 4:00
6. Bird on the Wire (Leonard Cohen) – 6:37
7. Feelin’ Alright (Dave Mason) – 5:47
8. Superstar (Leon Russell/Bonnie Bramlett) – 5:02
9. Introduction – 0:16
10. Let’s Go Get Stoned (Valerie Simpson/Nickolas Ashford/Joseph Armstead) – 7:30
11. Blue Medley: – 12:46
I'll Drown in My Own Tears (Henry Glover)
When Something Is Wrong with My Baby (Isaac Hayes/David Porter)
I've Been Loving You Too Long (Otis Redding/Jerry Butler)
12. Introduction – 0:21
13. Girl from the North Country (Bob Dylan) – 2:32
14. Please Give Peace a Chance (Leon Russell/Bonnie Bramlett) – 4:14
15. Introduction – 0:41
16. She Came in Thru the Bathroom Window (Lennon/McCartney) – 3:01
17. Space Captain (Matthew Moore) – 5:15
18. The Letter (Wayne Carson) – 4:46
19. Delta Lady (Leon Russell) – 5:40

Die Deluxe Edition enthält außerdem weitere Klassiker wie z. B. George Harrisons Something, Robbie Robertsons The Weight, John Sebastians Darling Be Home Soon und With a Little Help from My Friends von John Lennon und Paul McCartney.

## Besetzung
- Leon Russell – Gitarre, Piano
- Chris Stainton – Piano, Orgel
- Don Preston – Rhythmusgitarre
- Carl Radle – Bass
- Jim Gordon – Schlagzeug
- Jim Keltner – Schlagzeug
- Chuck Blackwell – Perkussion und Schlagzeug
- Sandy Konikoff – Perkussion
- Bobby Torres – Congas
- Jim Price – Trompete
- Bobby Keys – Tenorsaxofon

- Chor / Background Vocals: Don Preston, Rita Coolidge, Claudia Lennear, Daniel Moore, Donna Weiss, Pamela Polland, Matthew Moore, Donna Washburn, Nicole Barclay, Bobby Jones

- Arrangements: Leon Russell und Chris Stainton
- Location Engineer: Eddie Kramer
- Mixdown und Master Engineer: Glyn Johns